# Garnizon Gubin
Garnizon Gubin – w latach 1945–2002 duży garnizon wojskowy w Gubinie; wcześniej garnizon armii pruskiej, a do 1945 armii niemieckiej (niem. Garnison Guben).

## Garnizon Armii Cesarstwa Niemieckiego
- 4 stycznia 1816 roku: w Garnizonie Guben stacjonowanie rozpoczął II Batalion 8. Przybocznego Pułku Grenadierów im. Króla Fryderyka Wilhelma III (niem. II. Bataillon des Leib-Infanterie-Regiments Nr 8)
- 7 lutego 1864 roku: 1 Batalion 18 Rezerwowego Pułku Piechoty (niem. 1. Bataillon des Reserve-Infanterie-Regiments Nr 18) opuścił Guben wyruszając na wojnę duńsko-pruską o Szlezwik
- 11 stycznia 1865 roku: w Garnizonie Guben stacjonowanie rozpoczął 1 Batalion 12 Pułku Grenadierów im. Księcia Pruskiego Karola (niem. 1. Bataillon des 12. Grenadier-Regiments)
- 1 lipca 1871 roku: do Garnizonu Guben z wojny francusko-pruskiej wrócił 12 Pułk Grenadierów
- 31 marca 1881 roku: 1 Batalion 12 Brandenburskiego Pułku Grenadierów im. Księcia Pruskiego Karola (niem. 1. Bataillon des 2. Brandenburgischen Grenadier-Regiments Nr 12), który przez 16 lat stacjonował w Guben, został przeniesiony do Frankfurtu nad Odrą; tym samym Garnizon Guben chwilowo przestał istnieć
- 29 stycznia 1916 roku: umieszczono duży elektryczny zegar na koszarach 4. Batalionu Rezerwowego 12. Pułku Grenadierów im. Księcia Pruskiego Karola (niem. 4. Rekrutendepot des 12. Grenadier-Regiments), na dawnym młynie miejskim
- 15 lutego 1919 roku: rozwiązano Garnizonową Radę Żołnierską (niem. der Garnisonsoldatenrat), komisji wykonawczej Garnizonu Guben
- 27 czerwca 1923 roku: gen. Paul von Lettow-Vorbeck opowiadał w wypełnionej po brzegi sali Domu Strzeleckiego o swoich przeżyciach podczas wojny w Niemieckiej Afryce Wschodniej.

Koszary wszystkich stacjonujących w mieście wojsk mieściły się w budynku nad Nysą

## Garnizon Wehrmachtu (1935–1945)
W 1935 Guben powtórnie stał się miastem garnizonowym. 20 września 1935 w sąsiedztwie linii kolejowej i lotniska powstały koszary Moltkego. Zakwaterowano tam 3 batalion „Pułku Piechoty Krosno” z 3 Dywizji Piechoty z Frankfurtu n. Odrą.
Przy drodze wylotowej do Krosna Odrzańskiego, rozpoczęto budowę kolejnych obiektów. Jesienią 1938 roku oddano do użytku tak zwane Muckenberg I i Muckenberg II.
Zakwaterowano w nich jednostki sztabowe powracające z Sudetów oraz 1 batalion 29 pułku piechoty.
W połowie listopada 1938 roku w obiekcie Muckenberg I stacjonował sztab pułku, kompania sztabowa, 13 kompania artylerii piechoty i 14 kompania przeciwpancerna. W koszarach Muckenberg II stacjonował sztab 1 batalionu i kompanie od 1 do 4. W koszarach Moltkego znajdował się sztab 3 batalionu oraz kompanie od 9 do 12.
Przygotowując się do wojny pododdziały ćwiczyły na koszarowym dziedzińcu, na strzelnicy koło Bieżyc i poligonie na wschód od Wałowic.
Kolejne koszary: Muckenberg III budowano jeszcze na początku drugiej wojny światowej. Miał je zająć nowy 2 batalion.
- 20 września 1935 roku: do tzw. Koszar im. von Moltkego (niem. Moltke-Kasernen) wkroczył 3 batalion 29 Pułku Piechoty (niem. 3. Bataillon des 29. Infanterie-Regiments); tym samym w mieście Guben z powrotem zaczął funkcjonować garnizon wojskowy
- 10 listopada 1938 roku: w koszarach w Mückenberg (ob. Komorów) rozlokowanych zostało 16 kompanii 29 Pułku Piechoty; dowódca gen. bryg. Paul von Hase był jednocześnie dowódcą Garnizonu Guben i zamieszkiwał przy Uferstrasse 11; w związku z zamachem na Adolfa Hitlera 20 lipca 1944 roku został stracony 8 sierpnia 1944 roku w Berlinie-Plötzensee
- 1 września 1939 roku: 29 Pułk Piechoty z Guben (niem. Infanterie-Regiment Nr 29) wziął udział w agresji na Polskę jako jednostka 3. Dywizji Piechoty 4. Armii (niem. die 3. Infanterie-Division der 4. Armee) niemieckiej Grupy Armii Północ (niem. Heeresgruppe Nord) gen. Fedora von Bocka.

## Garnizon ludowego Wojska Polskiego (1945–1989)

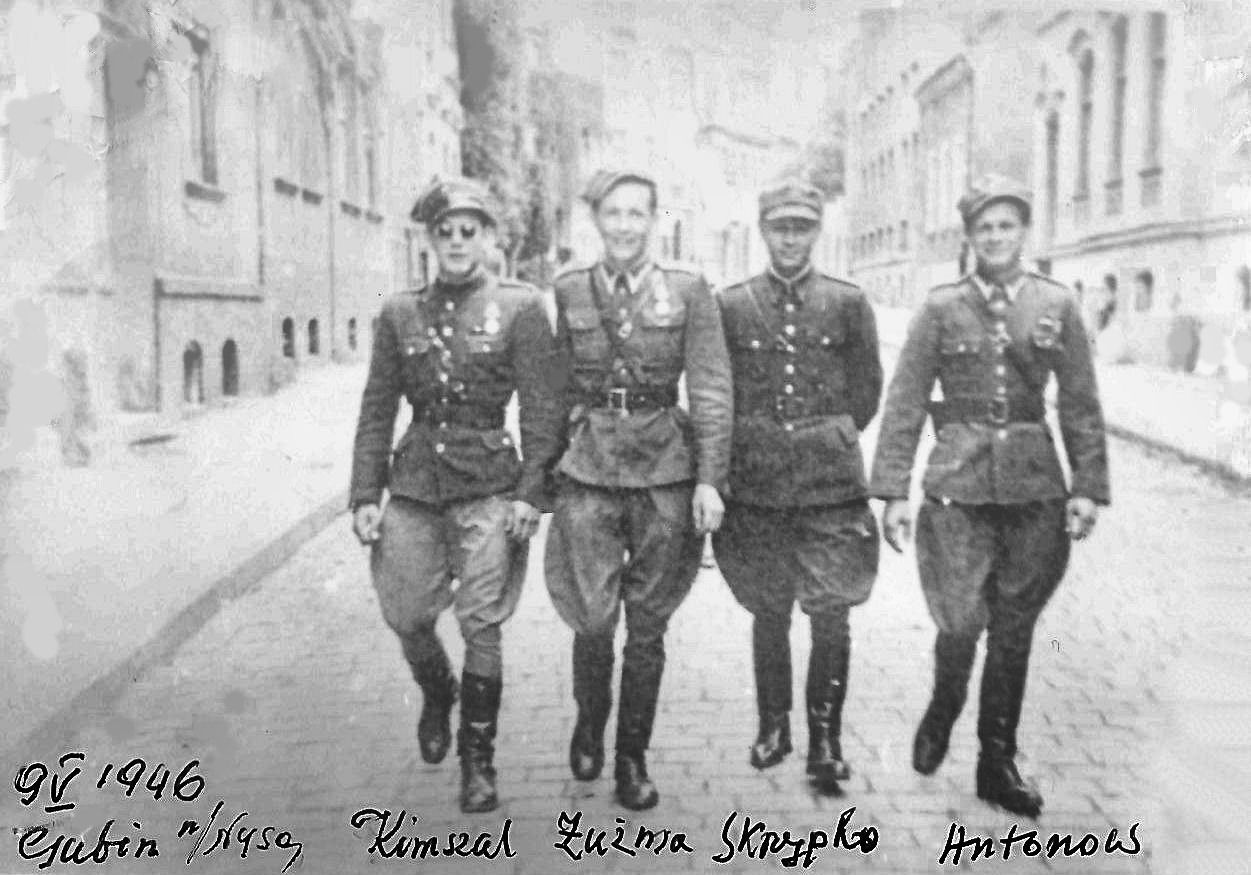
Oficerowie WOP w Gubinie

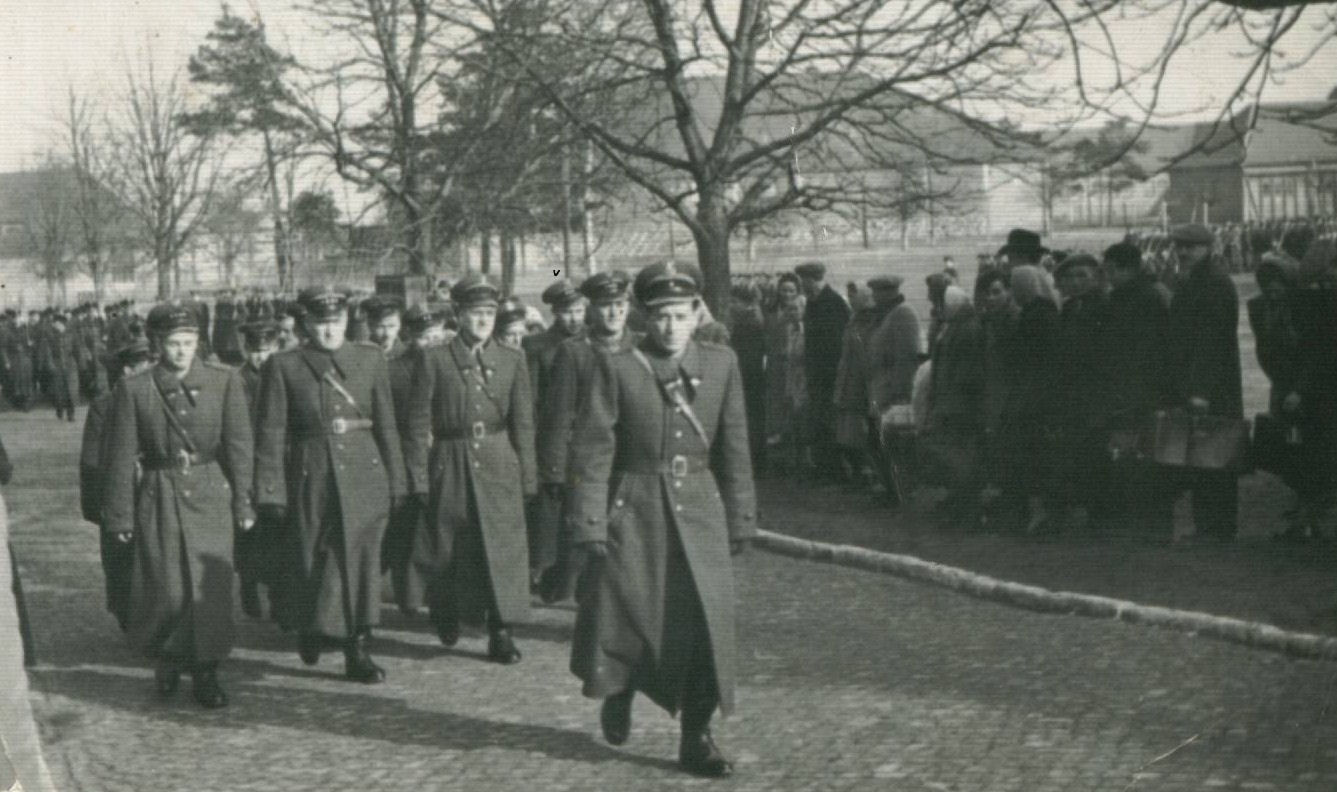
Defilada w 72 pz w Gubinie

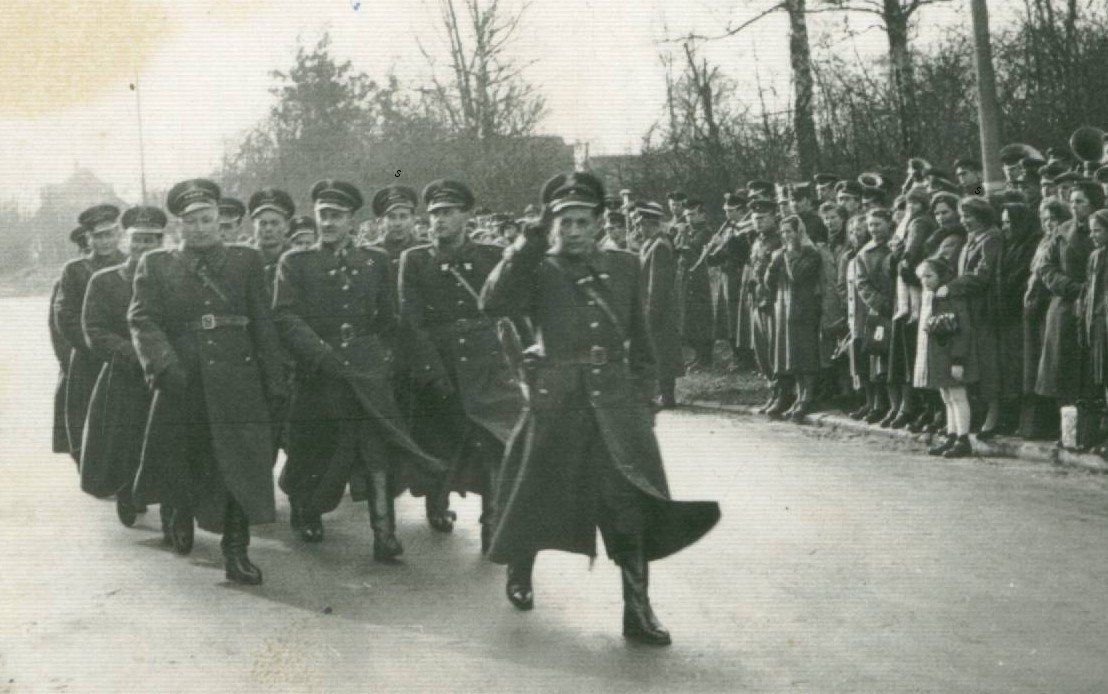
Przemarsz ulicami Gubina 72 pz

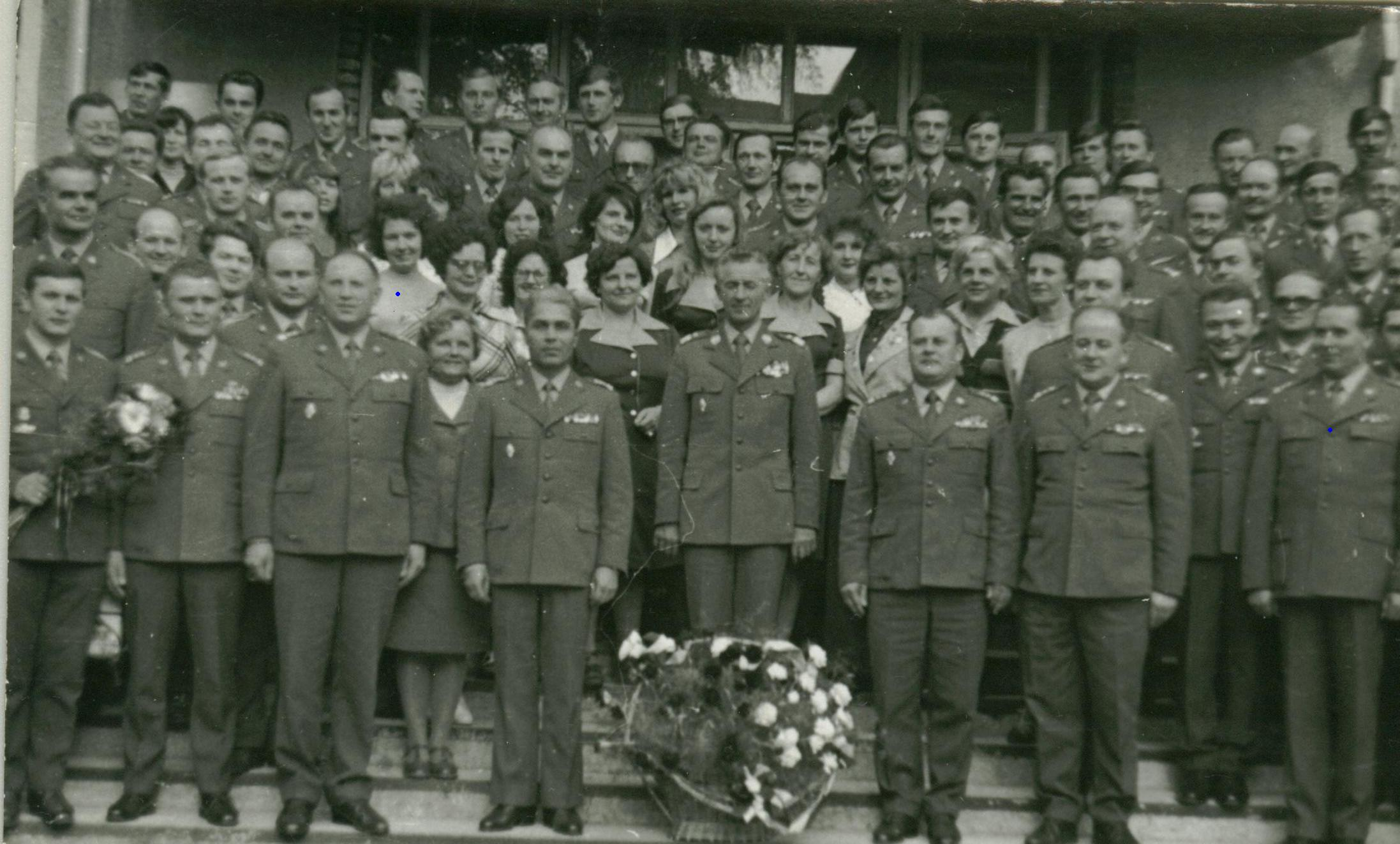
Sztab 5 Saskiej Dywizji Pancernej – rok 1975

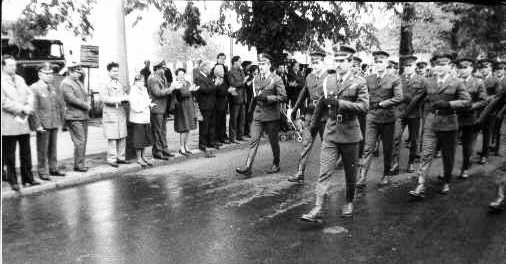
Defilada 2kr – rok 1982

Będący w składzie wojsk okupacyjnych 4 Pułk Piechoty stacjonował w Guben.
Pierwszym polskim oddziałem wojskowym, który stacjonował w Gubinie był 38 pułk piechoty z 11 DP. Dywizja realizowała rozkaz dowódcy 2 Armii WP o ochronie granicy zachodniej. Sztab dywizji rozmieszczono w Lubsku, natomiast dowództwa pułków: 38 pp w Gubinie, 40 pp w Gozdnicy, 42 pp w Trzebielu, 33 pal w Jasieniu.
Pierwsze kompleksowe plany wykorzystania obiektów koszarowych w Gubinie pojawiły się w 1949 roku, kiedy to postanowiono przenieść z Wielkopolski na Ziemię Lubuską 4 Pomorską Dywizję Piechoty. W Gubinie miał rozlokować się 12 pułk piechoty oraz 5 bsap. W praktyce jednak jednostki te trafiły odpowiednio do Gorzowa i do Krosna Odrzańskiego.
Garnizon Gubin przeznaczono na miejsce formowania oddziałów nowo powstałej 19 Dywizji Zmechanizowanej ze sztabem w Torzymiu. Początek formowania wyznaczył rozkaz Ministra Obrony Narodowej nr 0045/org z 17 maja 1951 roku, nakazujący sformować poszczególne oddziały dywizji (w tym gubińskie) do 1 grudnia 1952 roku.

### Jednostki Wojsk Lądowych
- 38 pułk piechoty 11 Dywizji Piechoty – 1945 rok – w ramach ochrony granicy – koszary „przy stacji kolejowej”

Nowo formowane jednostki 19 Dywizji Zmechanizowanej:
- 72 pułk zmechanizowany (rozformowany w 1955 roku) – koszary „przy stacji kolejowej”
- 73 pułk zmechanizowany – początkowo rozmieszczony w Komorowie, a następnie przejął koszary po 72 pułku – koszary „przy stacji kolejowej”
- 26 pułk artylerii pancernej (JW 3116) – Komorów
- 113 pułk artylerii haubic – Komorów
- 18 pułk moździerzy – Komorów do 15 października 1953 roku (zwolnił miejsce dla sztabu dywizji)
- 12 dywizjon artylerii rakietowej – Komorów
- 29 Ruchomy Warsztat Naprawy Sprzętu Artyleryjskiego
- 27 Ruchomy Warsztat Naprawy Sprzętu Samochodowego

Po przegrupowaniu Dowództwa 19 DZ
- Dowództwo 19 Dywizji Zmechanizowanej – Komorów od 15 października 1953 roku
- 59 Batalion Łączności – Komorów od 15 października 1953 roku
- kompania dowodzenia – Komorów od 15 października 1953 roku

Jednostki po przeformowaniu 19 DZ w 19 DPanc:
- Dowództwo 19 Dywizji Pancernej od września 1955 roku
- 13 batalion czołgów i artylerii pancernej (JW 3116)
- kompania sztabowa
- 36 dywizjon artylerii haubic
- 48 batalion samochodowo-transportowy
- dywizyjny punkt zaopatrywania
- 56 batalion medyczno-sanitarny
- 60 kompania ochrony przeciwchemicznej
- pluton dowodzenia dowódcy artylerii dywizji

Po przemianowaniu 19 DPanc na 5 Saską DPanc:
- Dowództwo 5 Saskiej Dywizji Pancernej im gen. Aleksandra Waszkiewicza (1957–1990)
- 73 pułk zmechanizowany ok. 1960 roku
- 73 pułk czołgów (JW 2894)
- 26 Pułk Czołgów Średnich im. Niemieckich Bojowników Antyfaszystowskich (JW 3116, ok. 1960 do 4 maja 1967)
- 27 Sudecki Pułk Czołgów im. Niemieckich Bojowników Antyfaszystowskich (JW 3116, od 4 maja 1967)
- 3 dywizjon artylerii przeciwlotniczej ok. 1960 roku
- 5 pułk artylerii przeciwlotniczej (JW 3631)
- 5 batalion zaopatrzenia (JW 1280)
- 2 batalion rozpoznawczy (JW 2429) – koszary „przy stacji”

### Jednostki Wojsk Ochrony Pogranicza

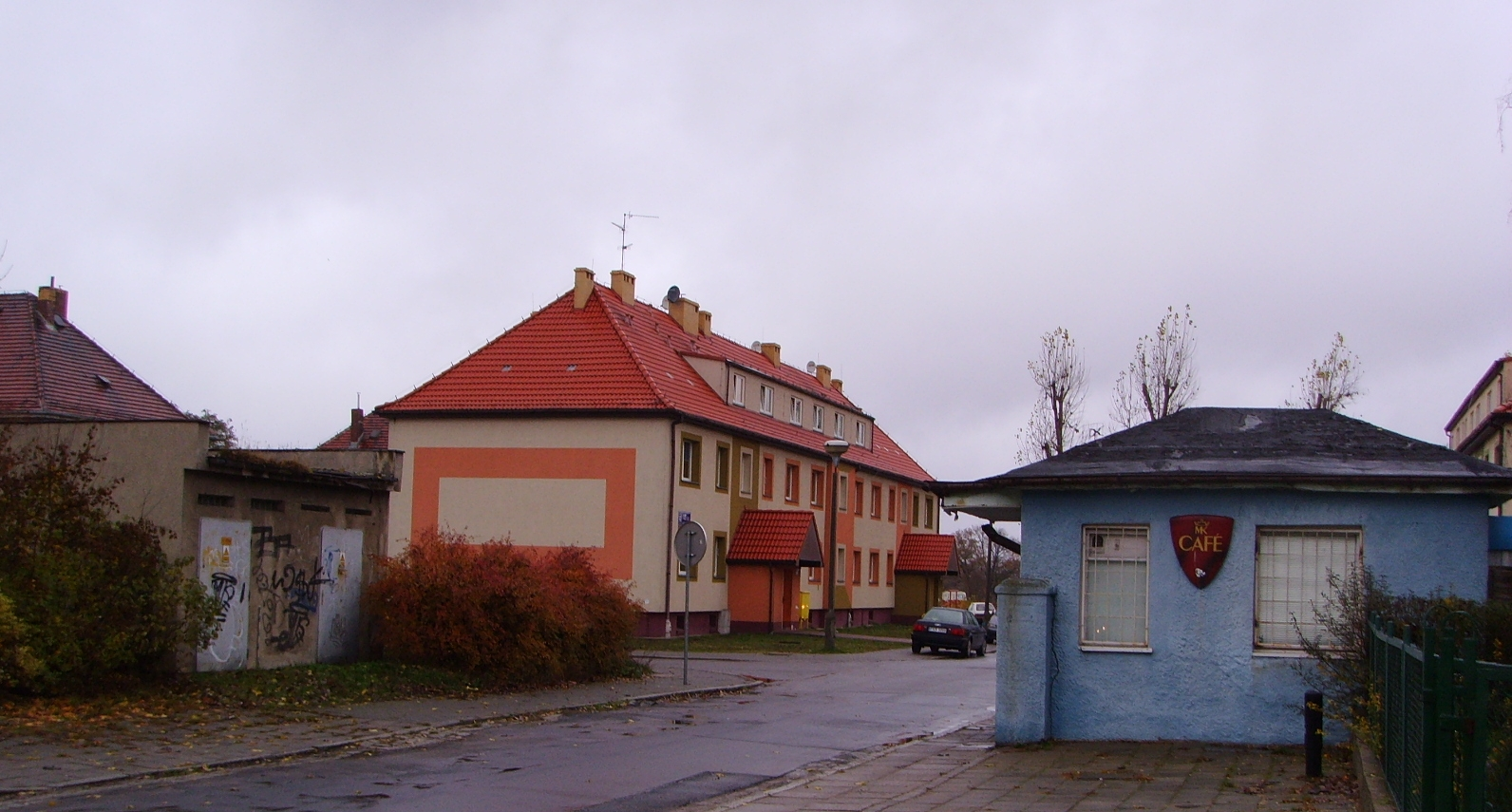
Dawniej koszary WOP

- 7 Komenda Odcinka Gubin w koszarach „przy stacji” (1945–1948)
- Samodzielny Batalion Ochrony Pogranicza nr 32 (1948–1950) przy ul. Sportowej 51°58′00″N 14°42′42″E/51,966667 14,711667
- 92 batalion WOP (1950–1976 i 1983–1989[4])
  - Strażnica WOP przy ul. Sportowej
  - Graniczny Punkt Kontrolny (kolejowy most graniczny)
  - Graniczny Punkt Kontrolny (drogowy most graniczny na pl. Katedralnym)

### Organy terenowe Wojskowej Służby Wewnętrznej
- Wydział Kontrwywiadu 5 Saskiej Dywizji Pancernej im gen. Aleksandra Waszkiewicza w Gubinie
- Delegatura WSW w Gubinie (podporządkowana szefowi Oddziału WSW w Krośnie Odrzańskim – JW 3226)

### Radzieckie jednostki wojskowe
W latach 60. ubiegłego wieku na terenie garnizonu stacjonował pododdział wojsk radiotechnicznych Armii Sowieckiej. Swoje koszary mieli przy Zakładach „Carina”. Kadra mieszkała m.in. przy ul. Emilii Plater (obecnie ul. Miodowa). Radary ustawione były natomiast na Wzniesieniach Gubińskich – tzw. „Góra Śmierci”.

## Garnizon Sił Zbrojnych Rzeczypospolitej Polskiej (1990–2002)

### Jednostki Wojsk Lądowych
W latach 1990–1995

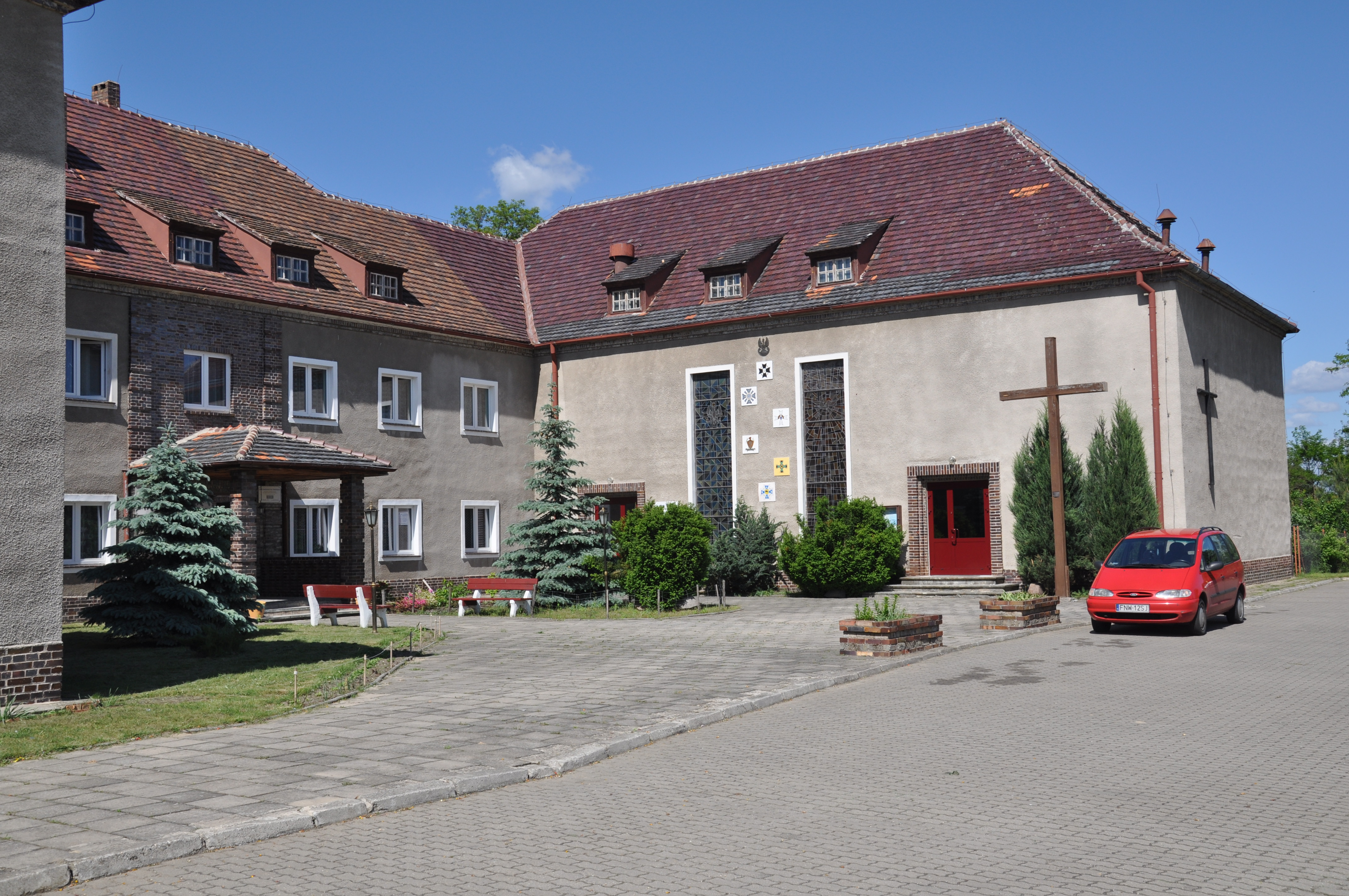
Kościół garnizonowy

- Dowództwo 5 Dywizji Zmechanizowanej (JW 1606)
- 73 Pułk Zmechanizowany Ułanów Karpackich (JW 2894)
- 5 Kresowy Pułk Artylerii Przeciwlotniczej (JW 3631)
- 59 Batalion Łączności (JW 1787) → 5 bdow
- 2 Batalion Rozpoznawczy (JW 2429) → 6 br
- 5 Batalion Remontowy (JW 3876)
- 5 Batalion Zaopatrzenia (JW 1280)
- 56 Batalion Medyczny – Szpital Wojskowy (JW 3805) → 5 bmed
- 60 kompania przeciwchemiczna (JW 1606 „Ch”)
- kompania ochrony i regulacji ruchu (JW 1606 „D”) → 5 bdow
- orkiestra wojskowa → 5 bdow
- 28 kompania dowodzenia szefa OPL → 5 bdow
- 84 bateria dowodzenia szefa Artylerii (JW 1606 „A”) → 5 bdow

W latach 1995–1998
- Dowództwo 5 Kresowej Dywizji Zmechanizowanej im. Króla Bolesława Chrobrego (JW 1606)
- 5 Kresowy Batalion Dowodzenia (JW 2393)
- 5 Batalion Remontowy (JW 3876)
- 5 Batalion Zaopatrzenia (JW 1280)
- 5 Kresowy Pułk Artylerii Przeciwlotniczej (JW 3631)
- 6 Kresowy Batalion Rozpoznawczy (JW 2429)
- 5 Batalion Medyczny – Wojskowa Specjalistyczna Przychodnia Lekarska (JW 3805)
- 73 Pułk Zmechanizowany Ułanów Karpackich (JW 2894)

W latach 1998–2002 jednostki garnizonu Gubin podporządkowane 4 Lubuskiej Dywizji Zmechanizowanej im. płk Jana Kilińskiego
- 5 Kresowa Brygada Zmechanizowana im. Króla Bolesława Chrobrego (JW 3484)
- 5 Kresowy Pułk Artylerii Przeciwlotniczej (JW 3631)
- 6 Kresowy Batalion Rozpoznawczy (JW 2429)

### Pozostałe jednostki i instytucje wojskowe

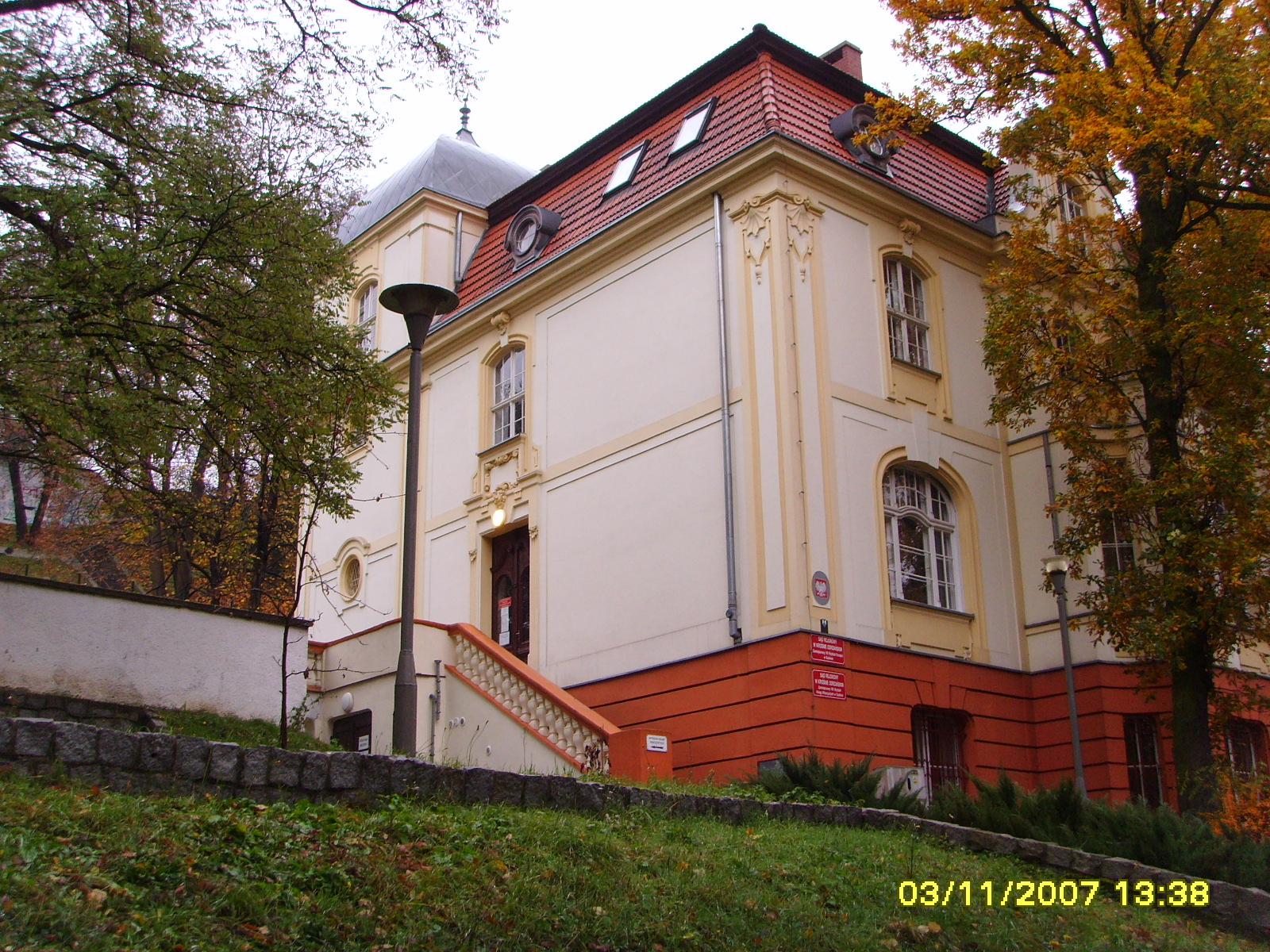
Dawniej „Dom Żołnierza”

- Komenda Garnizonu Gubin przy ul. Śląskiej, później ul. Wyzwolenia
- Wydział Kontrwywiadu 5 Dywizji Zmechanizowanej w Gubinie (JW 3103) → Wojskowe Służby Informacyjne
- Wydział Żandarmerii Wojskowej w Gubinie
- Garnizonowy Węzeł Łączności w Gubinie
- 63 Garnizonowy Punkt Zaopatrywania w Sprzęt Czołgowo-Samochodowy (JW 5536) → 63 GPZT
- 63 Garnizonowy Punkt Zaopatrywania Technicznego (JW 5536)
- Wojskowa Administracja Koszar Nr 72 → Wojskowa Administracja Koszar Nr 1 Gubin
- Wojskowa Administracja Koszar Nr 95 → Wojskowa Administracja Koszar Nr 2 Gubin
- Hotel garnizonowy przy ul. Kresowej
- Internaty (ul. Morska, Wyzwolenia, Roosevelta)
- Parafia Wojskowa w Gubinie przy ul. Kresowej 149 (początkowo na pl. Katedralnym 4/1)
- Klub Garnizonowy z kinem „Grunwald” (były Garnizonowy Klub Oficerski)
- Dom Żołnierza, potem muzeum przy ul. Piastowskiej (obecnie siedziba Sądu Grodzkiego)
- Pralnia garnizonowa
- Sklepy Wojskowej Centrali Handlowej przy ul. Batalionów Chłopskich i Roosevelta
- Garnizonowa Przychodnia Lekarska
- Garnizonowe Ambulatorium Stomatologiczne Gubin
- Garnizonowa Administracja Mieszkań Nr 103
- 27 Garnizonowa Piekarnia Wojskowa (przy stacji)
- Ośrodek Szkolenia Kierowców Nr 70 (przy 5 batalionie zaopatrzenia)
- Kasyno Wojskowe Nr 437 przy JW 1280
- Miejsce Składowania Sprzętu w Gubinie
- Przedszkole Nr 69 w Gubinie przy Jednostce Wojskowej Nr 3631

## Kalendarium garnizonu

### Lata 1945–1989
1945

12 czerwca
- oddziały 8 Dywizji Piechoty przekazały służbę graniczną w rejonie Gubina pułkom 11 Dywizji Piechoty[5]

20 czerwca
- 38 pułk piechoty 11 Dywizji Piechoty został zakwaterowany w Gubinie w koszarach przy stacji kolejowej[5]

wrzesień
- 5 Dywizja Piechoty przejęła ochronę granicy od Kostrzyna do Mielna, a w Gubinie ulokowany został sztab 15 pułku piechoty[6]

13 listopada
- 2 Oddział Ochrony Pogranicza przejął pod ochronę środkowy odcinek granicy na Odrze i Nysie Łużyckiej[7]

15 listopada
- zakończono organizację służby na granicy przez Wojska Ochrony Pogranicza oraz wycofano z ochrony granicy 38 pułk piechoty[7]

1948

1 września
- 7 Komenda Odcinka Gubin została przemianowana na samodzielny Batalion Ochrony Pogranicza nr 32[8]

1950

3 czerwca
- na bazie 10 Brygady Ochrony Pogranicza powstała 9 Brygada WOP co spowodowało, że w Gubinie powstał 92 Batalion WOP[9]

1951

12 marca
- na podstawie rozkazu MON 027/org z 12 marca 1951 w Komorowie rozpoczęto formowanie 21 batalionu budowlanego[10]

17 maja
- w wykonaniu rozkazu MON 0045/org z 17 maja 1951 przystąpiono do formownia 19 Dywizji Zmechanizowanej. Dowództwo dywizji rozmieszczono w Torzymiu, poszczególne oddziały w Gubinie, Słubicach i Kostrzynie[11]
- w myśl rozkazu MON 0045/org z 17 maja 1951 nakazano formować 72 pz w Gubinie przy ul. Wolności, 26 papanc w Komorowie-kompleks nr 3, a 73 pz, 113 pah, 18 pm i 12 dar w Komorowie. Termin zakończenia formowania ustalono na 1 grudnia 1952[11]

12 lipca
- w 73 pułku zmechanizowanym 19 Dywizji Pancernej zaczął pełnić służbę zawodową ppor. Józef Zapędzki[12]

1 października
- rozkazem dowódcy OW IV 0577/org z 1 października 1951 21 batalion budowlany przeniesiono do Leśnicy[10]

1952

11 grudnia
- 27 Ruchome Warsztaty Naprawy Samochodów przeniesiono z Gubina do Komorowa[13]

1953

15 października
- Minister Obrony Narodowej rozkazem 0079/org z 7 lipca 1951 nakazał do 15 października 1953 roku przenieść z Torzymia do Komorowa sztab 19 DZ, kompanię dowodzenia, 59 batalion łączności i rozmieścić je w miejscu stacjonowania 18 pułku moździerzy. 18 pułk moździerzy przedyslokowano do Torzymia[13]

1955

19 września
- w wykonaniu rozkazu MON 0058/org z 19 września 1955 przystąpiono do przeformowania 19 Dywizji Zmechanizowanej w 19 Dywizję Pancerną[14]
- w garnizonie Gubin przystąpiono do przeformowywania kompanii dowodzenia 19 DZ w (53) kdow 19 DPanc, 73 pz, 26 papanc na 13 batalion czołgów i artylerii pancernej, 113 pah na 36 dah, 3 daplot, 12 dar, 59 bł, plutonu samochodowego, 29 RWNSArt, 27 RWNSSam, oraz rozpoczęto formowanie na nowo: 56 bmed-san, 60 kopchem, plutonu dowodzenia dowódcy artylerii dywizji, dywizyjnego punktu zaopatrywania. Jednocześnie rozformowano 72 pułk zmechanizowany (pod stacją), a jego miejsce zajął 73 pułk zmechanizowany z Komorowa[14]

22 listopada
- zarządzeniem Szefa SG nr 0257/org z 22 listopada 1955 roku, kompania sztabowa 19 DPanc otrzymała nr 53[15]

1956

14 września
- rozkaz MON 0026/org z 4 września 1956 zobowiązywał dowódcę SOW do rozwiązania 56 bmed-san 19 DPanc do 20 grudnia 1956 roku[15]

1957

2 kwietnia
- w ramach kolejnej redukcji armii, zadecydowano o rozformowaniu, w terminie do 15 sierpnia 1957, 5 Saskiej Dywizji Piechoty. Celem kontynuowania bojowych tradycji ludowego Wojska Polskiego, 19 Dywizję Pancerną przemianowano na 5 Saską Dywizję Pancerną[16].
- zgodnie z rozkazem MON nr 0025/Org z 2 kwietnia 1957, w terminie do 15 sierpnia 1957 roku, przeprowadzono reorganizację 19 DPanc. W ramach tej reorganizacji, na bazie 13 batalionu czołgów i artylerii pancernej sformowano 26 pułk czołgów średnich.

1960

styczeń
- 5 Saskiej Dywizji Pancernej podlegały jednostki garnizonu gubińskiego: 26 pułk czołgów, 73 pułk zmechanizowany, 26 dywizjon artylerii haubic, 3 dywizjon artylerii przeciwlotniczej, 12 dywizjon artylerii rakietowej, 59 batalion łączności[17]

1961

lipiec
- na podstawie zarządzenia Nr 059/Org. szefa Sztabu Generalnego WP z 15 lipca oraz zarządzenia szefa Sztabu SOW nr 030/Org z 27 lipca 1961 2 batalion rozpoznawczy przeformowano na 58 kompanię rozpoznawczą. Kompanię dyslokowano transportem kolejowym i rozmieszczono w bloku nr 3 w kompleksie koszarowym nr 2574 (27 pcz) w Komorowie.

1962

19 czerwca
- minister obrony narodowej marszałek Marian Spychalski nadał 26 pułkowi czołgów imię Niemieckich Bojowników Antyfaszystowskich[18][19]

1963

21 września
- na podstawie rozkazu Nr 089 dowódcy SOW z 21 września 1963 roku, 58 kompania rozpoznawcza przeniesiona została do kompleksu koszarowego „przy stacji”.

1967

4 maja
- rozkazem nr 07/MON przemianowano 26 pułk czołgów średnich na 27 Sudecki Pułk Czołgów Średnich im. Niemieckich Bojowników Antyfaszystowskich[20].

7 października
- żołnierze 27 pułku czołgów gościli delegację pułku im. Karola Świerczewskiego ze Sprembergu w NRD[21]

grudzień
- w wyniku przeformowania 3 dywizjonu artylerii przeciwlotniczej utworzono 5 pułk artylerii przeciwlotniczej[22]

1968

sierpień
- 27 pułk czołgów i 5 pułk artylerii przeciwlotniczej brały udział w interwencji zbrojnej w Czechosłowacji[23]

wrzesień
- w koszarach „przy stacji” przeformowywano 58 kompanię rozpoznawczą w 2 batalion rozpoznawczy.

1970

grudzień
- 5 Saska Dywizja Pancerna rozlokowała swoje jednostki wokół Poznania (???)[24] 5 DPanc w marszu na Warszawę czołem kolumn dotarła pod Konin

1974

30 października
- w uznaniu zasług dla Sił Zbrojnych PRL, Minister Obrony Narodowej nadał 5 Saskiej Dywizji Pancernej medal pamiątkowy „Za osiągnięcia w służbie wojskowej”[25]

5 maja
- żołnierze gubińskiego garnizonu zakończyli budowę amfiteatru przy ul. Piastowskiej[26]

1981

13 grudnia
- w jednostkach wojskowych garnizonu Gubin o 4:00 wprowadzono „stan zagrożenia wojennego w miejscu stałej dyslokacji”, a jednostki 5 Saskiej Dywizji Pancernej wzięły udział w realizacji postanowień stanu wojennego. 27 pułk czołgów średnich ześrodkował się w Buku koło Poznania, a 2 batalion rozpoznawczy w Czerwonaku, natomiast sztab dywizji w koszarach 3 BA w Biedrusku[27]

1984

wrzesień
- ukazał się pierwszy numer gazety 5 Saskiej Dywizji Pancernej „Pancerniak”[28]

7 października
- na terenie garnizonu Gubin odbył się Ogólnopolski Zjazd Żołnierzy 5 Saskiej Dywizji Pancernej, na który przyjechał ppłk Mateusz Lach (dowódca w latach 1956–1962)[28]

1987

11 października
- na Placu Wdzięczności w Gubinie odbyło się uroczyste wręczenie sztandaru dla 5 batalionu remontowego. Aktu wręczenia dokonał Szef Służb Technicznych zastępca dowódcy SOW płk Antoni Goliszewski, a sztandar odebrał dowódca 5 brem ppłk Ryszard Kuźniacki[29].

1988

22 lutego
- na przeglądzie zorganizowanym w Gubinie spotkali się najlepsi wykonawcy pieśni radzieckich ze Śląskiego Okręgu Wojskowego. Reprezentantkami województwa zielonogórskiego na centralne eliminacje piosenki żołnierskiej zostały: Lidia Spychała i A. Pleba[30].

27 maja-29 maja
- w Gubinie odbył się Centralny Przegląd Amatorskich Zespołów Artystycznych WP. Laureatami trzech równorzędnych nagród szefa GZP zostały zespoły „Kirasjerzy” (Pomorski OW), „Pancerni” (Śląski OW), „Źródło” (IC MON)[31].

4 września
- Z placu ćwiczeń ogniowych 73 pułku czołgów ukradziono czołg. Czołg uprowadził elew szkoły podoficerskiej. Skierował swoją zdobycz bezpośrednio na most graniczny Polska – NRD. Czołg zatrzymał się kilkanaście kilometrów za granicą nie osiągnąwszy celu (według zeznań porywacza – Berlina). Elew osiągnął jednak swój osobisty cel. Poprzez szpital psychiatryczny wyszedł do „cywila”.

1989

2 sierpnia
- Minister Obrony Narodowej nadał 73 Pułkowi Czołgów Średnich nazwę „Ułanów Karpackich”[32][33]

### 1990–2012
Na początku lat 90. XX wieku w garnizonie zostało zorganizowane Miejsce Składowania Sprzętu. Przeznaczeniem MSS było przechowywanie ponadetatowego uzbrojenia w stosunku do liczby sprzętu jaka mogła znajdować się na wyposażeniu WP zgodnie z traktatem CFE. MSS funkcjonował w strukturze 5 Brygady Zmechanizowanej, na prawach pododdziału, a po jej rozformowaniu w strukturze 5 Rejonowej Bazy Materiałowej w Nowogrodzie Bobrzańskim. Komendantem MSS był major Grzegorz Przybylak.
1990
- w wyniku zmian restrukturyzacyjnych w Wojsku Polskim, 5 Saską Dywizję Pancerną przeformowano na zmechanizowany związek taktyczny i powstała 5 Dywizja Zmechanizowana[34]

1991

12 września
- w Dzienniku Rozkazów Tajnych MON z 1991 r. został ogłoszony „Wykaz zarządzeń i rozkazów Ministra Obrony Narodowej, które utraciły moc obowiązującą”. Wśród uchylonych aktów znalazły się między innymi rozkazy w sprawie:

nadania 5 Dywizji Pancernej nazwy wyróżniającej i imienia patrona,
nadania nazwy wyróżniającej 73 Pułkowi Zmechanizowanemu
1992

7 maja
- Romuald Szeremietiew w zastępstwie Ministra Obrony Narodowej polecił „73 Pułkowi Zmechanizowanemu w Gubinie przyjąć dziedzictwo i z honorem kontynuować tradycje Pułku Ułanów Karpackich, sformowanego 5 lutego 1941 r. z Dywizjonu Rozpoznawczego Brygady Strzelców Karpackich utworzonego w kwietniu 1940 r. w Syrii; Pułku walczącego w Kampanii Afrykańskiej 1941/42 i Kampanii Włoskiej 1943/45, którego sztandar udekorowany został Krzyżem Srebrnym Orderu Wojennego Virtuti Militari” oraz polecił „73 Pułkowi Zmechanizowanemu w Gubinie przyjąć nazwę wyróżniającą «Ułanów Karpackich»”[36]

12 maja
- uroczystość przejęcia przez 73 Pułk Zmechanizowany tradycji Pułku Ułanów Karpackich celebrował biskup polowy WP, generał brygady Sławoj Leszek Głódź[34]

1 lipca
- została powołana Parafia Wojskowa w Gubinie, pierwszym proboszczem garnizonu Gubin został ks. Zygmunt Kaźmierak

październik
- obowiązki dowódcy 5 Kresowej Dywizji Zmechanizowanej objął ppłk Antoni Tkacz[37]

15 grudnia
- dotychczasowy zastępca dowódcy 60 Kompanii Przeciwchemicznej, kapitan Jan Andrzej Wojciechowski został pełniącym obowiązki dowódcy; poprzednim dowódcą kompanii był kapitan Wacław Fecko

1993

21 stycznia
- biskup polowy WP, generał dywizji Sławoj Leszek Głódź erygował parafię pod wezwaniem Niepokalanego Poczęcia Najświętszej Marii Panny[38]

marzec
- z wizytą w Gubinie przebywał wiceminister obrony narodowej Bronisław Komorowski[39]

15 września
- 5 Dywizji Zmechanizowanej nadano nazwę wyróżniającą „Kresowa” i imię Króla Bolesława Chrobrego[40]

8 grudnia
- biskup polowy WP, generał dywizji Sławoj Leszek Głódź dokonał konsekracji kościoła garnizonowego[40]

1994
- dowódca 5 Dywizji Zmechanizowanej generał brygady Zbigniew Jabłoński i 73 pułk czołgów zostali wyróżnieni Złotym, natomiast dowódca 73 pułku czołgów, płk Wiesław Michnowicz Srebrnym Medalem Opiekuna Miejsc Pamięci Narodowej[41]

styczeń
- w 73 Pułku Zmechanizowanym gościła grupa oficerów z amerykańskiej 1 Dywizji Pancernej stacjonującej w Niemczech[42]

26 kwietnia
- kapitan Jan Andrzej Wojciechowski został zatwierdzony na stanowisku dowódcy 60 Kompanii Przeciwchemicznej

maj
- delegacja 5 Kresowej Dywizji Zmechanizowanej udała się pod Monte Cassino na obchody 50 rocznicy bitwy[42]

1995
- 6 batalion rozpoznawczy otrzymał nazwę wyróżniającą „Kresowy” i imię generała broni Józefa Hallera

1 stycznia
- 59 batalion łączności został przeformowany w 5 batalion dowodzenia

22 marca
- została rozformowana 60 Kompania Przeciwchemiczna (JW 1606 „Ch”)

23 sierpnia
- Prezydent RP Lech Wałęsa nadał 5 Kresowemu Pułkowi Przeciwlotniczemu sztandar ufundowany przez Społeczeństwo Ziemi Gubińskiej[43]

17 września
- dowódca Śląskiego Okręgu Wojskowego, generał dywizji Janusz Ornatowski wręczył dowódcy 5 Kresowego Pułku Artylerii Przeciwlotniczej, podpułkownikowi Edwardowi Nakoniecznemu nowy sztandar[44].

26 października
- Prezydent RP Lech Wałęsa nadał 6 Kresowemu Batalionowi Rozpoznawczemu im. gen. Józefa Hallera sztandar ufundowany przez Społeczny Komitet Fundacji Sztandaru[45]

11 listopada
- na rynku w Lubsku 6 Kresowy Batalion Rozpoznawczy z Gubina otrzymał sztandar ufundowany przez społeczeństwo miasta Lubska[46]

1996

30 kwietnia
- płk dypl. Mieczysław Stachowiak objął obowiązki dowódcy 5 Kresowej Dywizji Zmechanizowanej; poprzedni dowódca gen. bryg. Zbigniew Jabłoński odszedł na inne stanowisko w dowództwie Śląskiego Okręgu Wojskowego[47]

15 września
- szef sztabu ŚOW, gen. bryg. Zygmunt Sadowski wręczył dowódcy 5 batalionu dowodzenia, kapitanowi Zygmuntowi Malcowi sztandar ufundowany przez społeczeństwo gminy Gubin[48]

2 grudnia
- uroczystość przejęcia w podporządkowanie 4 Lubuskiej Dywizji Zmechanizowanej pięciu jednostek 5 DZ:

73 pułku zmechanizowanego Ułanów Karpackich w Gubinie (JW 2894)
5 pułku artylerii w Sulechowie (JW 2716)
5 kresowego pułku artylerii przeciwlotniczej w Gubinie (JW 3631)
1998
- na bazie dowództwa 5 Kresowej Dywizji Zmechanizowanej oraz 73 pułku zmechanizowanego sformowano 5 Brygadę Zmechanizowaną

7 października
- Minister Obrony Narodowej utworzył Wojskową Specjalistyczną Przychodnię Lekarską Samodzielny Publiczny Zakład Opieki Zdrowotnej w Gubinie[49]

30 grudnia
- płk Lech Kamiński złożył meldunek zastępcy dowódcy Śląskiego Okręgu Wojskowego gen. Aleksandrowi Topczakowi o rozwiązaniu 5 Kresowej Dywizji Zmechanizowanej im. Króla Bolesława Chrobrego[50].

31 grudnia
- w garnizonie zostały rozformowane niżej wymienione instytucje i jednostki wojskowe (kolorem czerwownym i kursywą oznaczono jednostki czasu „W”):

Dowództwo 5 Dywizji Zmechanizowanej (JW 1606)
5 batalion dowodzenia (JW 2393)
5 batalion zaopatrzenia (JW 1280)
5 batalion remontowy (JW 3876)
5 batalion medyczny – Wojskowa Specjalistyczna Przychodnia Lekarska (JW 3805)
6 br
Wydział Kontrwywiadu 5 Dywizji Zmechanizowanej (JW 3103)
Garnizonowy Klub Żołnierski kat. I
27 Garnizonowa Piekarnia Wojskowa
Garnizonowe Ambulatorium Stomatologiczne
5 batalion Żandarmerii Wojskowej
7 Zmilitaryzowany Szpital Garnizonowy
11 Zmilitaryzowane Warsztaty Rejonowe
- równocześnie, w innych garnizonach, zostały rozformowane jednostki 5 DZ:

13 pułk zmechanizowany (JW 3001) w Kożuchowie
6 pułk artylerii przeciwpancernej w Gnieźnie
kompania radioelektroniczna 6 batalionu rozpoznawczego w Legnicy
5 eskadra śmigłowców w Inowrocławiu
- zakończono formowanie Wojskowej Specjalistycznej Przychodni Lekarskiej Samodzielnego Publicznego Zakładu Opieki Zdrowotnej w Gubinie

1999

15 stycznia
- dowódca Grupy Likwidacyjnej Jednostki Wojskowej Nr 1280, kapitan magister inżynier Grzegorz Woźniak złożył meldunek dowódcy Grupy Likwidacyjnej 5 Kresowej Dywizji Zmechanizowanej, pułkownikowi magistrowi inżynierowi Ryszardowi Szumskiemu o rozformowaniu 5 Batalionu Zaopatrzenia w Gubinie oraz przekazaniu do 73 Pułku Czołgów (sic!) Wojskowej Administracji Koszar Nr 72 i Klubu Garnizonowego Gubin[51]

2001

31 sierpnia
- zostało zlikwidowane Przedszkole Nr 69 w Gubinie przy Jednostce Wojskowej Nr 3631[52]

14 września
- podczas apelu na placu obok ruin fary, dowódca garnizonu Gubin płk Zbigniew Smok złożył gen. Kwiatkowskiemu meldunek o rozformowaniu 5 Kresowej Brygady Zmechanizowanej i 5 Kresowego pułku przeciwlotniczego. Tym samym garnizon Gubin przestał istnieć[53].

2003

Zostało zlikwidowane Miejsce Składowania Sprzętu Gubin. Sprzęt i teren przekazano Agencji Mienia Wojskowego.
2012

3 lipca
- Minister Obrony Narodowej nadał statut Wojskowej Specjalistycznej Przychodni Lekarskiej Samodzielnemu Publicznemu Zakładowi Opieki Zdrowotnej w Gubinie. Czynności podmiotu tworzącego w stosunku do Przychodni oraz nadzór nad jej działalnością wykonuje w imieniu Ministra Obrony Narodowej Szef Inspektoratu Wojskowej Służby Zdrowia – Szef Służby Zdrowia Wojska Polskiego. Celem przychodni jest udzielanie świadczeń zdrowotnych, promocja zdrowia oraz realizacja zadań zleconych przez Ministra Obrony Narodowej[54]; dyrektorem przychodni jest lek. med. specjalista laryngolog Waldemar Ogrodowicz.